# ساشا هومل
ساشا هومل (بالألمانية: Sascha Hommel)‏ مواليد 27 فبراير 1990 في رايشنباخ إم فوغتلاند، ألمانيا، هو متسابق دراجات نارية ألماني. نافس في سباقات بطولة العالم لفئة 125 سي سي. كما شارك في بطولة العالم للسوبرسبورت.

## وصلات خارجية
- الموقع الإلكتروني